# Halitiara inflexa
Halitiara inflexa är en nässeldjursart som beskrevs av Bouillon 1980. Halitiara inflexa ingår i släktet Halitiara och familjen Protiaridae. Inga underarter finns listade i Catalogue of Life.